# Bourville
Bourville is een gemeente in het Franse departement Seine-Maritime (regio Normandië) en telt 313 inwoners (1999). De plaats maakt deel uit van het arrondissement Dieppe.

## Geografie
De oppervlakte van Bourville bedraagt 6,6 km², de bevolkingsdichtheid is 47,4 inwoners per km².
De onderstaande kaart toont de ligging van Bourville met de belangrijkste infrastructuur en aangrenzende gemeenten.

## Demografie
Onderstaande figuur toont het verloop van het inwonertal (bron: INSEE-tellingen).

## Trivia
- De Franse acteur/zanger André Raimbourg bracht hier zijn kindertijd door en baseerde zijn pseudoniem Bourvil op de naam van deze gemeente.